# Chrysoblastella dubia
Chrysoblastella dubia là một loài rêu trong họ Ditrichaceae. Loài này được Dusén Reimers mô tả khoa học đầu tiên năm 1926.